# بنیتو رامان
بنیتو رامان (زاده 7 نوامبر 1994) فوتبالیست بلژیکی است که هم‌اکنون به عنوان مهاجم در باشگاه آلمانی شالکه 04 بازی می‌کند.

## حرفه

### جوانان
در ۴ سالگی فوتبال خود را در سیکل مله آغاز کرد. او فقط ۶ ماه در آنجا ماند. در سال ۲۰۰۱، در یک تورنمنت محلی که توسط سمرزاکه برگزار شد، رامان به عنوان بهترین بازیکن این مسابقات انتخاب شد. این مورد توجه خنت را به خود جلب کرد.

### خنت
رامان پس از ۸ سال بازی در تیم‌های جوانان گنت، اولین بازی خود را در برابر زولته وارخم انجام داد و در دقیقه ۹۱ جایگزین تیم اسمولدرز شد. در فوریه ۲۰۱۲، رامان علی‌رغم علاقه‌مند شدن به اینتر میلان، استون ویلا و هافنهایم، تصمیم به ماندن در خنت گرفت.

### استاندارد لیژ
در تاریخ ۲۷ ژوئیه ۲۰۱۶، رامان قرارداد ۴ ساله با استاندارد لیژ را امضا کرد.

### فورتونا دوسلدورف
در ۳۱ اوت ۲۰۱۷، رامان تا سال ۲۰۱۸ به فورتونا دوسلدورف قرض داده شد. در ژانویه سال ۲۰۱۸ قرارداد تا یک فصل دیگر تمدید شد. در مارس ۲۰۱۸، فورتونا دوسلدورف اعلام کرد که گزینه ای را برای امضای دائم رامان در قرارداد تا سال ۲۰۲۲، با هزینه ای در حدود ۱٫۵۰ میلیون یورو اعمال کرده‌اند.

### شالکه ۰۴
در ۵ ژوئیه ۲۰۱۹، رامان با قراردادی ۵ ساله به شالکه ۰۴ پیوست و مبلغی در حدود ۶٫۵۰ میلیون یورو دریافت کرد.

## عملکرد بین‌المللی
رامان در بلژیک متولد شده و از تبار اسپانیایی است.
او نماینده بلژیک در هر گروه سنی از زیر ۱۷ سال تا زیر ۲۱ سال بود.
در تاریخ ۹ سپتامبر ۲۰۱۹، رامان اولین بازی بین‌المللی خود را برای بلژیک در مرحله مقدماتی یورو ۲۰۲۰ به عنوان جانشین در دقیقه ۹۰ مقابل اسکاتلند در پیروزی ۴–۰ در همپدن پارک انجام داد.

## افتخارات

### باشگاهی

#### خنت
- لیگ برتر فوتبال بلژیک:۲۰۱۵
- سوپر جام فوتبال بلژیک:۲۰۱۵

#### فورتونا دوسلدورف
- بوندس لیگا ۲: ۲۰۱۸